# Les Cassés
Les Cassés – miejscowość i gmina we Francji, w regionie Oksytania, w departamencie Aude.
Według danych na rok 1990 gminę zamieszkiwało 186 osób, a gęstość zaludnienia wynosiła 26 osób/km² (wśród 1545 gmin Langwedocji-Roussillon Les Cassés plasuje się na 722 miejscu pod względem liczby ludności, natomiast pod względem powierzchni na miejscu 894).

## Zabytki
Zabytki w miejscowości posiadające status Monument historique:
- kościół Saint-Étienne
- młyn wiatrowy Caunes